# Campeonato Mundial de Atletismo de 2011 - Maratona masculina
A prova da maratona masculina do Campeonato Mundial de Atletismo de 2011 foi disputada em 4 de setembro  no Daegu Stadium, em Daegu.

## Recordes
Antes desta competição, os recordes mundiais e do campeonato nesta prova eram os seguintes:
| Tipo                  | Atleta              | Tempo   | Local  | Data                   | Ref |
| --------------------- | ------------------- | ------- | ------ | ---------------------- | --- |
|                       | Haile Gebrselassiei | 2:03:59 | Berlim | 28 de setembro de 2008 | ver |
| Recorde do campeonato | Abel Kirui          | 2:06:54 | Berlim | 22 de agosto de 2009   | ver |

## Medalhistas
| Ouro             | Prata                 | Bronze              |
| Abel Kirui (KEN) | Vincent Kipruto (KEN) | Feyisa Lilesa (ETH) |

## Cronograma
| Data          | Hora | Evento |
| ------------- | ---- | ------ |
| 4 de setembro | 9:00 | Final  |

O horário é local (UTC +9)

## Resultados

### Final
A final ocorreu ás 9:00. 
| Colocação         | Atleta                 | Nacionalidade | Tempo           | Notas |
| ----------------- | ---------------------- | ------------- | --------------- | ----- |
| Medalha de ouro   | Abel Kirui             | Quênia        | 2 h 07 min 38 s | SB    |
| Medalha de prata  | Vincent Kipruto        | Quênia        | 2 h 10 min 06 s |       |
| Medalha de bronze | Feyisa Lilesa          | Etiópia       | 2 h 10 min 32 s | SB    |
| 4                 | Abderrahime Bouramdane | Marrocos      | 2 h 10 min 55 s |       |
| 5                 | David Barmasai Tumo    | Quênia        | 2 h 11 min 39 s |       |
| 6                 | Eliud Kiptanui         | Quênia        | 2 h 11 min 50 s |       |
| 7                 | Hiroyuki Horibata      | Japão         | 2 h 11 min 52 s |       |
| 8                 | Ruggero Pertile        | Itália        | 2 h 11 min 57 s |       |
| 9                 | Stephen Kiprotich      | Uganda        | 2 h 12 min 57 s |       |
| 10                | Kentaro Nakamoto       | Japão         | 2 h 13 min 10 s |       |
| 11                | Rachid Kisri           | Marrocos      | 2 h 13 min 24 s |       |
| 12                | Eshetu Wendimu         | Etiópia       | 2 h 13 min 37 s |       |
| 13                | Marius Ionescu         | Roménia       | 2 h 15 min 32 s | PB    |
| 14                | Dong Guojian           | China         | 2 h 15 min 45 s | SB    |
| 15                | David Webb             | Grã-Bretanha  | 2 h 15 min 48 s | SB    |
| 16                | Cuthbert Nyasango      | Zimbabwe      | 2 h 15 min 56 s | SB    |
| 17                | Beraki Beyene          | Eritreia      | 2 h 16 min 03 s | SB    |
| 18                | Yuki Kawauchi          | Japão         | 2 h 16 min 11 s |       |
| 19                | Aleksey Sokolov        | Rússia        | 2 h 16 min 23 s |       |
| 20                | Ser-Od Bat-Ochir       | Mongólia      | 2 h 16 min 41 s |       |

### Tempo intermediário
| Distancia     | Atleta              | Naxionalidade | Tempo           |
| ------------- | ------------------- | ------------- | --------------- |
| 5 km          | Yuki Kawauchi       | Japão         | 15 min 58 s     |
| 10 km         | Modike Lucky Mohale | África do Sul | 31 min 21 s     |
| 15 km         | Vincent Kipruto     | Quênia        | 46 min 28 s     |
| 20 km         | Abel Kirui          | Quênia        | 1 h 01 min 42 s |
| Semi-marathon | Abel Kirui          | Quênia        | 1 h 05 min 07 s |
| 25 km         | Vincent Kipruto     | Quênia        | 1 h 16 min 25 s |
| 30 km         | Abel Kirui          | Quênia        | 1 h 30 min 43 s |
| 35 km         | Abel Kirui          | Quênia        | 1 h 45 min 23 s |
| 40 km         | Abel Kirui          | Quênia        | 2 h 00 min 38 s |

Legenda
| Recorde mundial       | Recorde mundial (World record)               |                       | Recorde africano                      | Recorde africano (African) |                                           | Q | Classificado por posição (Qualified) |
| Recorde do campeonato | Recorde do campeonato (Championship record)  | Recorde da América    | Recorde da América (Americas)         | q                          | Classificado por melhor tempo (Qualified) |   |                                      |
| Melhor marca do ano   | Melhor marca do ano (World leading)          | Recorde asiático      | Recorde asiático (Asian)              | DNS                        | Não largou (Did not start)                |   |                                      |
| Recorde nacional      | Recorde nacional (National record)           | Recorde europeu       | Recorde europeu (European)            | DNF                        | Não terminou (Did not finish)             |   |                                      |
| Recorde pessoal       | Recorde pessoal do atleta (Personal best)    | Recorde da Oceania    | Recorde da Oceania (Oceania)          | DSQ / DQ                   | Desclassificado (Disqualified)            |   |                                      |
| Recorde da temporada  | Recorde da temporada do atleta (Season best) | Recorde sul-americano | Recorde sul-americano (South America) | NM                         | Sem marca (No mark)                       |   |                                      |